# Chemora
Chemora, est une commune de la wilaya de Batna en Algérie, connue pour ses dolmens, située à 54 km au nord-est de Batna.

## Géographie

### Situation
Le territoire de la commune de Chemora est situé au nord-est de la wilaya de Batna.
| Boumia            | Boulhilat          | Boulhilat                                          |
| Boumia, El Madher | Chemora            | El Fedjoudj Boughrara Saoudi (W. d'Oum El Bouaghi) |
| Timgad            | Timgad,Ouled Fadel | Ouled Fadel                                        |

### Relief, géologie, hydrographie

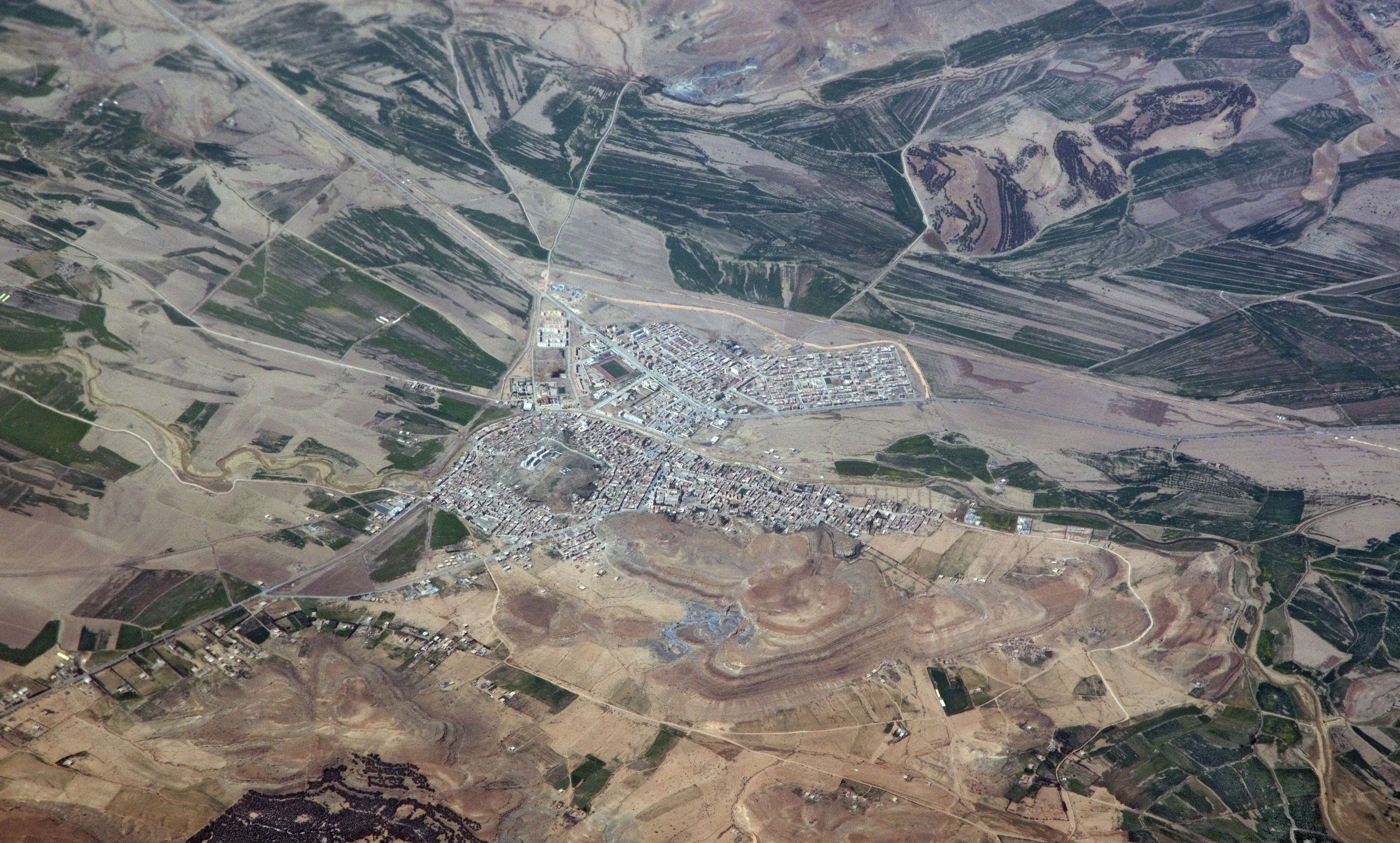
Vue aérienne de Chemora en regardant vers l'ouest (22 avril 2018)

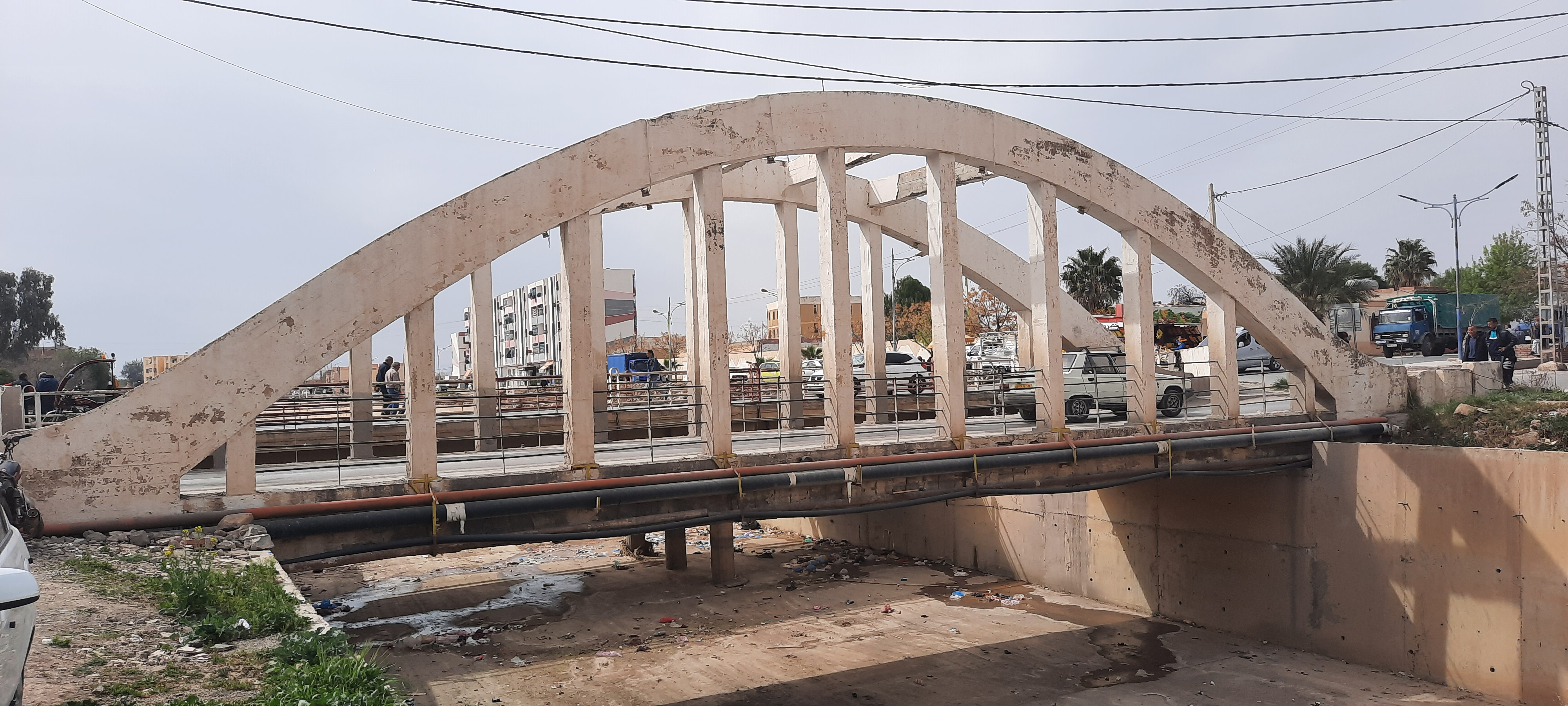
Pont au niveau de la localité de Chemora

#### Hydrographie
La ressource en eau est en général d'origine souterraine de deux aquifères différents, le premier superficiel jusqu’à 50 m de profondeur (75 % utilisés pour l’irrigation), le second profond d'où 85 % sont utilisés pour l’irrigation

### Climat
Chemora a un climat continental semi-aride, avec des hivers rudes avec des précipitations, et des étés secs et chauds. Les températures sont variables d’une saison à l’autre avec des amplitudes parfois très importantes. Les précipitations sont faibles et irrégulières d’une année à l'autre. Les vents sont canalisés par les massifs montagneux voisins des Aurès et du Belezma. Le sirocco souffle pendant le mois de mai et dure entre 20 et 40 jours.

### Localités de la commune
La commune de Chemora est composée de 13 localités :
- Aïn El Beïda
- Bouilef
- Chemora
- Dahr Amrane
- El Ariche
- Guabel El Fedjoudj
- Guessas
- Laadjardia
- Merzeglel
- O. El Amraoui
- Ouled Slimane
- T'Kabaout
- Theniat El Hamra

## Population

### Pyramide des âges
| Hommes | Classe d’âge | Femmes |
| ------ | ------------ | ------ |
| 0,54   | 80 ans et +  | 0,4    |
| 1,24   | 70 à 79 ans  | 1,34   |
| 1,81   | 60 à 69 ans  | 1,86   |
| 3,67   | 50 à 59 ans  | 3,39   |
| 4,97   | 40 à 44 ans  | 5,04   |
| 7,45   | 30 à 39 ans  | 7,01   |
| 11,24  | 20 à 29 ans  | 11,25  |
| 10,51  | 10 à 19 ans  | 9,85   |
| 9,53   | 0 à 9 ans    | 8,92   |
| 0,00   | nd           | 0,01   |

| Hommes | Classe d’âge | Femmes |
| ------ | ------------ | ------ |
| 0,49   | 80 ans et +  | 0,48   |
| 1,21   | 70 à 79 ans  | 1,23   |
| 1,77   | 60 à 69 ans  | 1,8    |
| 3,43   | 50 à 59 ans  | 3,37   |
| 5,04   | 40 à 49 ans  | 5,25   |
| 6,80   | 30 à 39 ans  | 6,88   |
| 10,74  | 20 à 29 ans  | 10,39  |
| 11,29  | 10 à 19 ans  | 10,84  |
| 9,69   | 0 à 9 ans    | 9,25   |
| 0,02   | nd           | 0,03   |

### Évolution démographique
| 1966  | 1977   | 1987   | 1998   | 2008   |
| ----- | ------ | ------ | ------ | ------ |
| 3 781 | 10 900 | 13 900 | 15 091 | 17 074 |

## Administration et politique

### Santé
La polyclinique de Chemora est l'unique de toute la daïra de Chemora, avec un personnel médical et paramédical.

## Économie

### Agriculture
Chemora est une commune à vocation agricole.

## Patrimoine

### Patrimoine archéologique

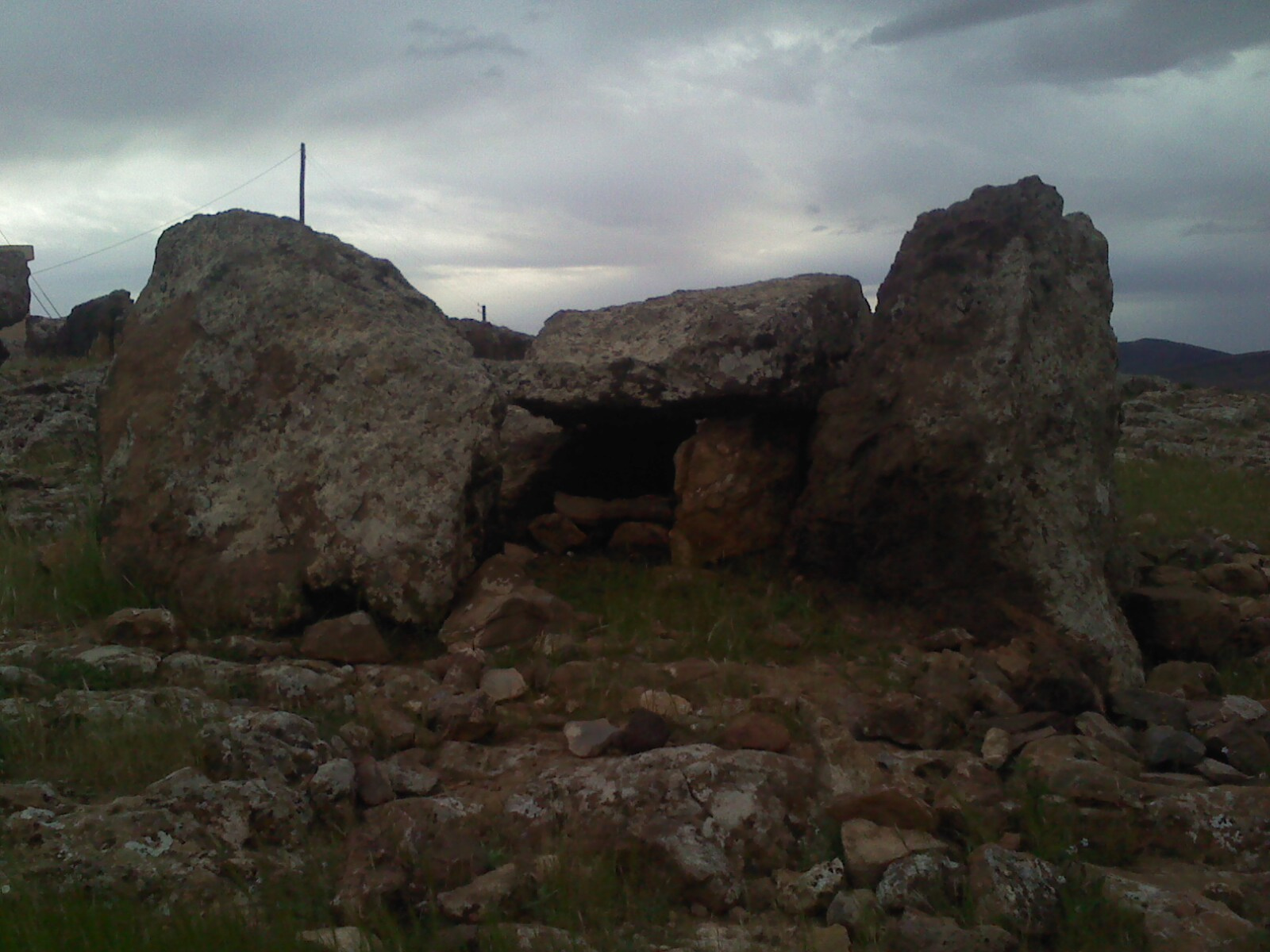
Dolmen de Chemora

Le site archéologique de la commune s'étend sur le djebel Bellaboud sur 167 ha, occupant le sommet et les versants.
À proximité de Chemora se trouvent des restes de centaines de sépultures formant une vaste nécropole berbère, notamment des formes architecturales comme des Tumulus, Basinas et Dolmens. Ces derniers sont des monuments mégalithiques, constitués par une dalle horizontale reposant sur des blocs verticaux. Dans certains cas, le monument est déposé d'une manière circulaire.
Il existe encore une citadelle byzantine de forme polygonale, des chapelles et des pressoirs à huile.
Henchir Fortas comporte des vestiges romains de l'ancienne ville de Gassas (ou Guessès).

## Vie quotidienne

### Sport
Amal baladiat Chemora (ABC) est une équipe de football évoluant en régionale 2 de la ligue de Batna. Elle joue dans le stade communal de Chemora.
La commune est dotée d'une piscine semi-olympique ouverte en 2010.

## Personnalités liées à Chemora
- Liliane Raspail, est écrivaine algérienne d'origine française né à Chemora en 1919.